# La princesa y el guerrero
La princesa y el guerrero (en alemán: Der Krieger und die Kaiserin) es una película dramática alemana del año 2000 escrita y dirigida por Tom Tykwer y protagonizada por Franka Potente, también protagonista de la anterior película de Tykwer, Corre, Lola, corre. 

## Argumento
Cuenta la historia de Sissi (Franka Potente), una enfermera de un hospital psiquiátrico, y Bodo (Benno Fürmann), un angustiado exmilitar que termina cometiendo crímenes. Muestra cómo la rutinaria vida de Sissi es distorsionada por una experiencia cercana a la muerte y su posterior relación con Bodo.
La película, al igual que Corre, Lola, corre, hace gran énfasis en el destino y las decisiones personales, como también en la importancia de escapar. Tiene como base cuatro eventos centrales: el accidente que produce el encuentro entre Sissi y Bodo, el asalto al banco, la escena del techo y la resolución final. La mayoría de la historia toma lugar en Wuppertal, Alemania. Los personajes hacen viajes nocturnos en el tren Wuppertaler Schwebebahn.

## Reparto
- Franka Potente - Simone "Sissi" Schmidt
- Benno Fürmann - Bodo Riemer
- Joachim Król - Walter Riemer
- Lars Rudolph - Steini
- Melchior Beslon - Otto
- Ludger Pistor - Werner Dürr
- Natja Brunckhorst - Meike